# アジア人財資金構想
アジア人財資金構想（あじあじんざいしきんこうそう）は、東京都港区の財団法人企業活力研究所内にある、大学の留学生を対象とする教育支援機関。2006年、第1次安倍内閣で打ち出されたアジア・ゲートウェイ構想の中のひとつ。

## 概要
日本の大学への留学生を積極的に受け入れ、教育研究を施し社会に送り出す。これにより、アジア地域における人への教育や、アジア地域全体の活性化を図る。このような目的を持って、2006年に第1次安倍内閣のアジア・ゲートウェイ構想の中で打ち出され、2007年に経済産業省、文部科学省により設立された。

## 本部所在地
東京都港区虎ノ門1-5-16 晩翠ビル5階 財団法人企業活力研究所内 アジア人財資金構想プロジェクトサポートセンター

## 沿革
- 2006年 - 第1次安倍内閣のアジア・ゲートウェイ構想の中でアジア人財資金構想が打ち出される[1][2]。
- 2007年 - 経済産業省、文部科学省がアジア人財資金構想を設立。

## コンソーシアム
コンソーシアムは、アジア人材資金構想への協力大学等で構成され、高度実践留学生育成事業と高度専門留学生育成事業とがある。

### 高度実践留学生育成事業

#### 協力実施団体
- KYOの海外人材活用推進協議会
- 麻生塾
- 岡山県中小企業団体中央会
- 財団法人関西生産性本部
- 札幌商工会議所
- 産学連携教育日本フォーラム
- 四国生産性本部
- 中国地域ニュービジネス協議会
- 社団法人中部産業連盟
- テンプスタッフ・カメイ株式会社
- 財団法人ひろしま産業振興機構
- 留学生版安全・安心ネット連絡会
- 琉球大学

### 高度専門留学生育成事業

#### 協力実施団体
- 会津大学
- 大阪大学
- 金沢大学
- 北九州市立大学
- 九州大学
- 京都大学
- 群馬大学
- 千葉大学
- 東海大学
- 東京大学
- 東京工科大学
- 東京工業大学
- 東京農工大学
- 東北大学
- 名古屋工業大学
- 北陸先端科学技術大学院大学
- 北海道大学
- 山形大学
- 立教大学
- 立命館大学
- 立命館アジア太平洋大学
- 早稲田大学
- 香川大学